# Муминов, Хикмат Халимович
Хикмат Халимович Муминов (14 сентября 1966 — 21 октября 2021) — таджикистанский учёный, действительный член (академик) Академии наук Республики Таджикистан, вице-президент Академии наук Республики Таджикистан.

## Биография
Родился 14 сентября 1966 в городе Душанбе. Отец — Муминов Халим Каххорович (15 октября 1934 — 4 сентября 2004), филолог-арабист. Мать — Исаева Фия Абдулбариевна (1 марта 1938 г.р.), филолог-арабист.
Окончил среднюю школу № 60 г. Душанбе (1983, с золотой медалью).
С отличием окончил Таджикский государственный университет им. В. И. Ленина по специальности «физика» (1988) и, по его направлению, аспирантуру (1988—1992) и докторантуру (1993—1996) в Объединенном институте ядерных исследований (г. Дубна). До 1999 г. работал там же, ведущий научный сотрудник Лаборатории теоретической физики им. Н. Н. Боголюбова.
В 1999—2006 профессор кафедры теоретической физики Таджикского национального университета.
В 2003 г. открыл новую специальность «Вычислительные системы, сети и комплексы» на физическом факультете Таджикского государственного университета, (в 2006 г. преобразована в кафедру).
В 2006—2017 директор Физико-технического института им. С. У. Умарова Академии наук Республики Таджикистан, с 2008 там же — заведующий Отделом наноматериалов и нанотехнологий.
В 2012—2014 первый заведующий-организатор кафедры фундаментальных наук филиала МГУ им. М. В. Ломоносова в г. Душанбе.
С 2017 вице-президент АН РТ, председатель Отделения физико-математических, химических, геологических и технических наук Академии наук Республики Таджикистан.

## Научная деятельность
Доктор физико-математических наук (1996). Диссертация:
- Вопросы теории нелинейных явлений в анизотропных магнетиках с учётом мультипольных моментов : диссертация … доктора физико-математических наук : 01.04.07. — Душанбе, 1996. — 194 с.

Академик АН РТ (2017, член-корреспондент с 2004 г., специальность «физика»).
Основные направления научных исследований: теоретическая физика, теория поля, физика конденсированного состояния, нелинейная математическая физика, наноматериалы.
Автор 8 монографий, более 300 статей, получил 7 патентов на изобретения.

### Монографии
1. Обобщенные когерентные состояния в нелинейных спиновых моделях (Монография). Д., 1994.
2. Динамические и топологические солитоны в нелинейных сигма-моделях (Монография). Д., 2014.
3. Динамика локализованных структур в нелинейных моделях теории поля (Монография). М., 2015.
4. Modeling with Using Artificial Intelligent Networking Approach. Petri Net, Markov Chain and Genetic Algorith Modeling to Improve Performance in Medicine (Монография). Lambert Academic Publishing.
5. Криоҷарроҳии бемориҳои шикам (Монография). Д., 2017 (соавторы).
6. Математическое моделирование нелинейных динамических систем квантовой теории поля (Монография). Новосибирск, 2017.
7. Технологияи барномасозӣ (Муҳити барномасозии Matlab). Д., 2021.
8. Цифровые и сетевые технологии в науке и образовании (Монография), Душанбе, 2023.

## Награды и звания
- Государственная премия Республики Таджикистан в области науки и техники им. Абуали ибн Сино (Авиценны) (2020);
- Отличник образования Республики Таджикистан (2015);
- Премия Правительства Республики Таджикистан им. Исмоили Сомони за достижения в области науки и техники (1998).